# Ofensywa w dystrykcie Arghandab
Ofensywa przeciwko talibom w okręgu Arghandab (18 czerwca 2008) – działania afgańskiej armii i Międzynarodowych Sił Wsparcia Bezpieczeństwa w Afganistanie (ISAF) przeciwko bojówce ok. 500 talibów zgrupowanych w dwóch wioskach na południu Afganistanu. Wioski te znajdują w okręgu Arghandab. Talibowie te ziemie kontrolowali od 16 czerwca 2008 roku; wcześniej odbili więzienie w stolicy prowincji, Kandaharze, z którego uwolnili ok. 400 swoich towarzyszy. Kandahar był silnym bastionem talibskim.

## Ofensywa

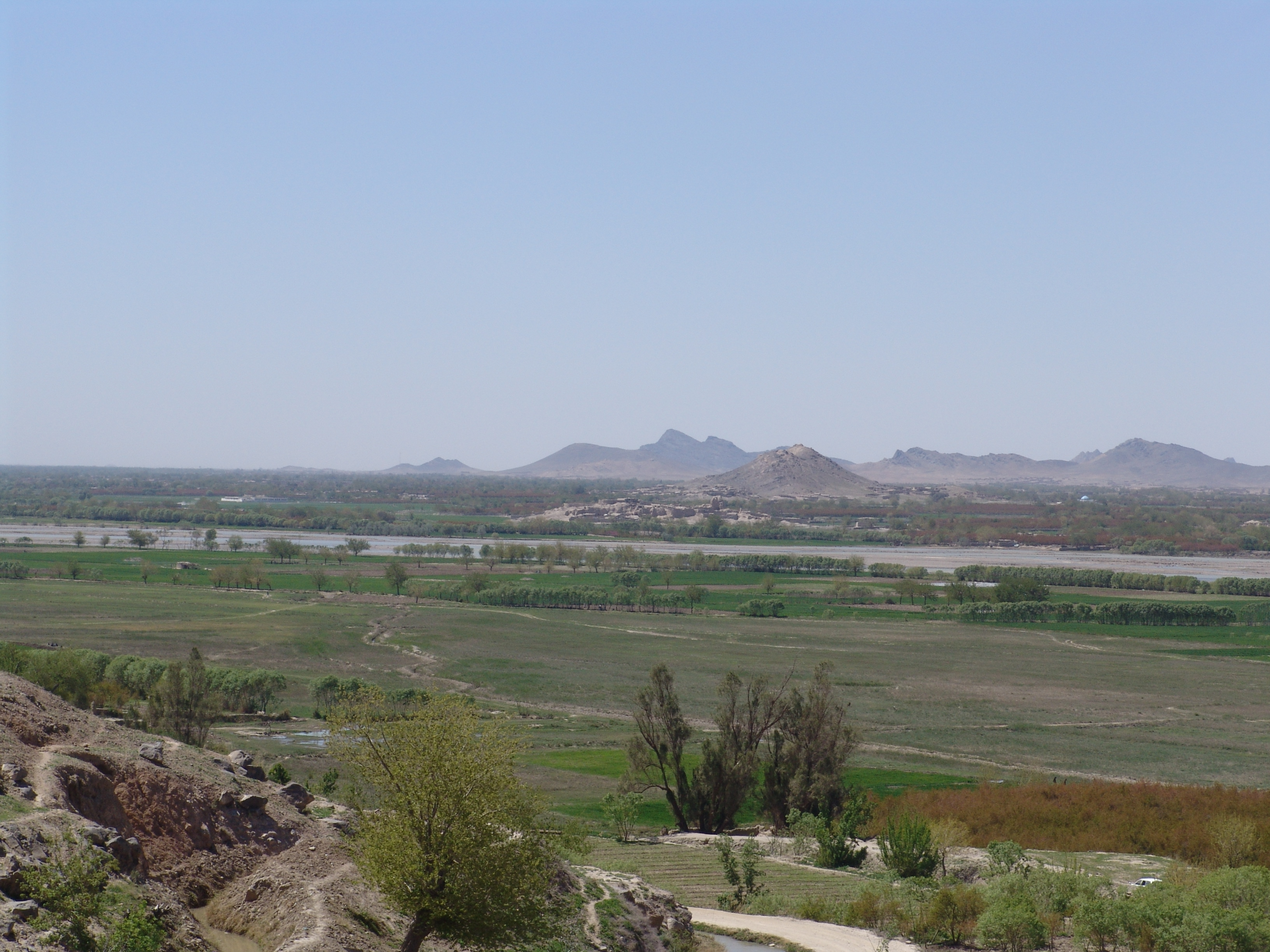
Dolina Arghandab

W prowadzonej z ziemi i powietrza ofensywie przeciwko rebeliantom brało udział ok. 800 żołnierzy afgańskich sił rządowych, wspieranych przez kilkuset żołnierzy NATO, głównie z kanadyjskiego kontyngentu. Setki afgańskich żołnierzy zostały rozmieszczone w regionie w celu wyeliminowania rebeliantów. Według gubernatora Chalida: - Talibowie zostali całkowicie wyparci z wsi w rejonie Arghandabu. Wojska NATO i afgańskie wojska rządowe całkowicie rozgromiły talibów w okolicach Kandaharu. Setki talibów zostało zabitych i rannych, wiele tych ofiar to Pakistańczycy. NATO w swoich uwagach mówiło przede wszystkim o metodycznej i skutecznej operacji przeciwko talibom. 

## Uzupełnienie
Nie należy mylić ofensywy w okręgu Arghandab, z bitwą pod Arghandab, które odbyły się w tym samym czasie po masowej ucieczce talibów z więzienia w Kandaharze, lecz w innych miejscach. Bitwa pod Arghandab to działania zbrojne w mieście Arghandab, a ofensywa w okręgu Arghandab toczyła się kilkaset kilometrów od głównego miasta na terenie zajętych wiosek przez talibów. Oprócz tego decyzja o podjęciu bitwy nastąpiła po talibskim szturmie więzienia, ponieważ było wiadomo, że taka liczba bojówkarzy talibskich będzie chciała zająć miasto, natomiast decyzja o ofensywie w wioskach okręgu została podjęta w ostatniej chwili po uzyskaniu informacji o kontrolowaniu tych ziem przez talibów.